# Micheal Barwegen
Micheal Andrew Barwegen (* 23. März 1986 in Alberta) ist ein kanadischer Fußballschiedsrichterassistent. Seit 2018 steht er als Schiedsrichterassistent auf der Liste der FIFA-Schiedsrichter.

## Karriere
Nach Einsätzen bei lokalen Wettbewerben wie der Canadian Championship, kam er nach seiner Aufnahme in die FIFA-Liste auch international zum Einsatz. Neben Einsätzen als Assistent in der MLS, bekam er bei der CONCACAF U-20-Meisterschaft 2018 auch erste Turniererfahrung, wo er unter verschiedenen Hauptschiedsrichtern fünf Gruppenspiele begleitete. Im Folgejahr wurde er auch bei der CONCACAF U-17-Meisterschaft 2019, beim Gold Cup 2019 sowie der U-17-Fußball-Weltmeisterschaft 2019 eingesetzt, jeweils im Team von Adonai Escobedo González.
Auch beim Gold Cup 2021, dem Arabien-Pokal 2021 (unter Fernando Hernández Gómez) und dem Gold Cup 2023 war er dabei. Anfang April 2024 wurde er als Assistent für die Olympischen Sommerspiele 2024 in das Team von Drew Fischer berufen.